# Grand Prix automobile d'Allemagne 1928
Le Grand Prix automobile d'Allemagne 1928 est un Grand Prix qui s'est tenu sur le Nürburgring le 15 juillet 1928.

## Classement
| Pos. | no | Pilote                             | Écurie           | Tours | Temps/Abandon                                           |
| ---- | -- | ---------------------------------- | ---------------- | ----- | ------------------------------------------------------- |
| 1    | 6  | Rudolf Caracciola Christian Werner | Mercedes-Benz SS | 18    | 4 h 54 min 24 s                                         |
| 2    | —  | Otto Merz                          | Mercedes-Benz SS | 18    | 4 h 56 min 2 s                                          |
| 3    | —  | Christian Werner Willy Walb (de)   | Mercedes-Benz SS | 18    | 5 h 4 min 23 s                                          |
| 4    | 23 | Gastone Brilli-Peri                | Bugatti Type 35C | 18    | 5 h 5 min 16 s                                          |
| 5    | —  | Georg Kimpel Adolf Rosenberger     | Mercedes-Benz SS | 18    | 5 h 6 min 29 s                                          |
| 6    | —  | Louis Chiron                       | Bugatti Type 35C | 18    | 5 h 17 min 26 s                                         |
| 7    | —  | Ferdinando Minoia                  | Bugatti Type 43  | 18    | 5 h 23 min 28 s                                         |
| 8    | —  | Henry Birkin                       | Bentley          | 18    | 5 h 25 min 28 s                                         |
| 9    | —  | Hans Simons                        | Bugatti          |       |                                                         |
| 10   | —  | Hans Kersting                      | Bugatti          |       |                                                         |
| Abd. | —  | Caberto Conelli                    | Bugatti Type 43  |       |                                                         |
| Abd. | —  | Eckhart von Kalnein                | Bugatti Type 35B | 5/7?  | Essieu avant                                            |
| Abd. | —  | Fritz Mettenheimer                 | Bugatti Type 35B |       |                                                         |
| Abd. | —  | Pierre Clause                      | Bignan           |       |                                                         |
| Abd. | —  | Gömöre                             | Lancia           |       |                                                         |
| Abd. | —  | Heinrich-Joachim von Morgen        | Amilcar          |       |                                                         |
| Abd. | —  | Hans von Meister                   | Amilcar          | 3     |                                                         |
| Abd. | —  | Gerhard Macher                     | Dixi             |       |                                                         |
| Abd. | —  | Walther Andre                      | Bugatti          |       |                                                         |
| Abd. | —  | Ernst-Günther Burggaller           | Bugatti          | 5/7?  | Roulements                                              |
| Abd. | —  | Raymond Siran                      | D'Yrsan          |       |                                                         |
| Abd. | —  | Simas                              | D'Yrsan          |       |                                                         |
| Abd. | —  | Michel Doré                        | BNC              |       |                                                         |
| Abd. | —  | Charrier                           | Lombard          | 3     |                                                         |
| Abd. | —  | André Morel                        | Lombard          |       |                                                         |
| Abd. | —  | Willy Walb (de)                    | Mercedes-Benz    | 0     | Accident                                                |
| Abd. | —  | Tomassini                          | OM               |       |                                                         |
| Abd. | —  | Karl Kappler                       | Bugatti          |       |                                                         |
| Abd. | —  | Heusser                            | Bugatti          | 1     | Essieu arrière                                          |
| Abd. | —  | Modersohn                          | NAG              | 3     | Réservoir fendu                                         |
| Abd. | —  | August Momberger                   | Bugatti          | 3     | Pompe à eau                                             |
| Abd. | —  | Martin                             | Lancia           |       |                                                         |
| Abd. | —  | Elizabeth Junek Viktor Junek       | OM               | 4     | Accident mortel (Viktor)                                |
| Abd. | —  | Andreae                            | Bugatti          |       |                                                         |
| Abd. | —  | Hans Urban Emmerich                | Talbot           |       | Retrait à la suite de l'accident mortel de Viktor Junek |
| Abd. | —  | Von Halle                          | Amilcar          | 3     | Accident mortel                                         |
| Abd. | —  | Stumpf                             | HAG-Gaestell     | 3     |                                                         |
| Abd. | —  | Willy Seibel                       | Bugatti          | 7     | Accident                                                |
| Abd. | —  | Bischoff                           | Chiribiri        | 3     | Accident, feu                                           |
| Abd. | —  | D. M. K. Marendaz                  | Marendaz         | 0     | Accident                                                |
| Abd. | —  | Otakar Bittmann                    | Bugatti          |       | Retrait à la suite de l'accident mortel de Viktor Junek |
| Abd. | —  | Countess Einsiedel                 | Bugatti          | 5/7?  | Roulements                                              |